# Centrul istoric din Baia Mare
O diplomă din 1347 permite orașului „să se întindă după obiceiul vechi, anume de la Mina Săsar, de jur împrejur, trei mile (aproximativ 5 km) peste toate pământurile și pădurile regești”. Orașul e fortificat cu ziduri de piatră și bastioane (în jurul anului 1470, grație ajutorului dat de regele Matia Corvinul), iar în interior se construiesc edificii trainice și castele. Zidurile delimitau o zonă aproximativ circulară, neregulată, împărțită inițial în cinci sectoare, care gravitau în jurul Pieții Centrale (Circulus fori). După o statistică oficială, orașul Baia Mare avea (în 1842) 4.250 de locuitori.

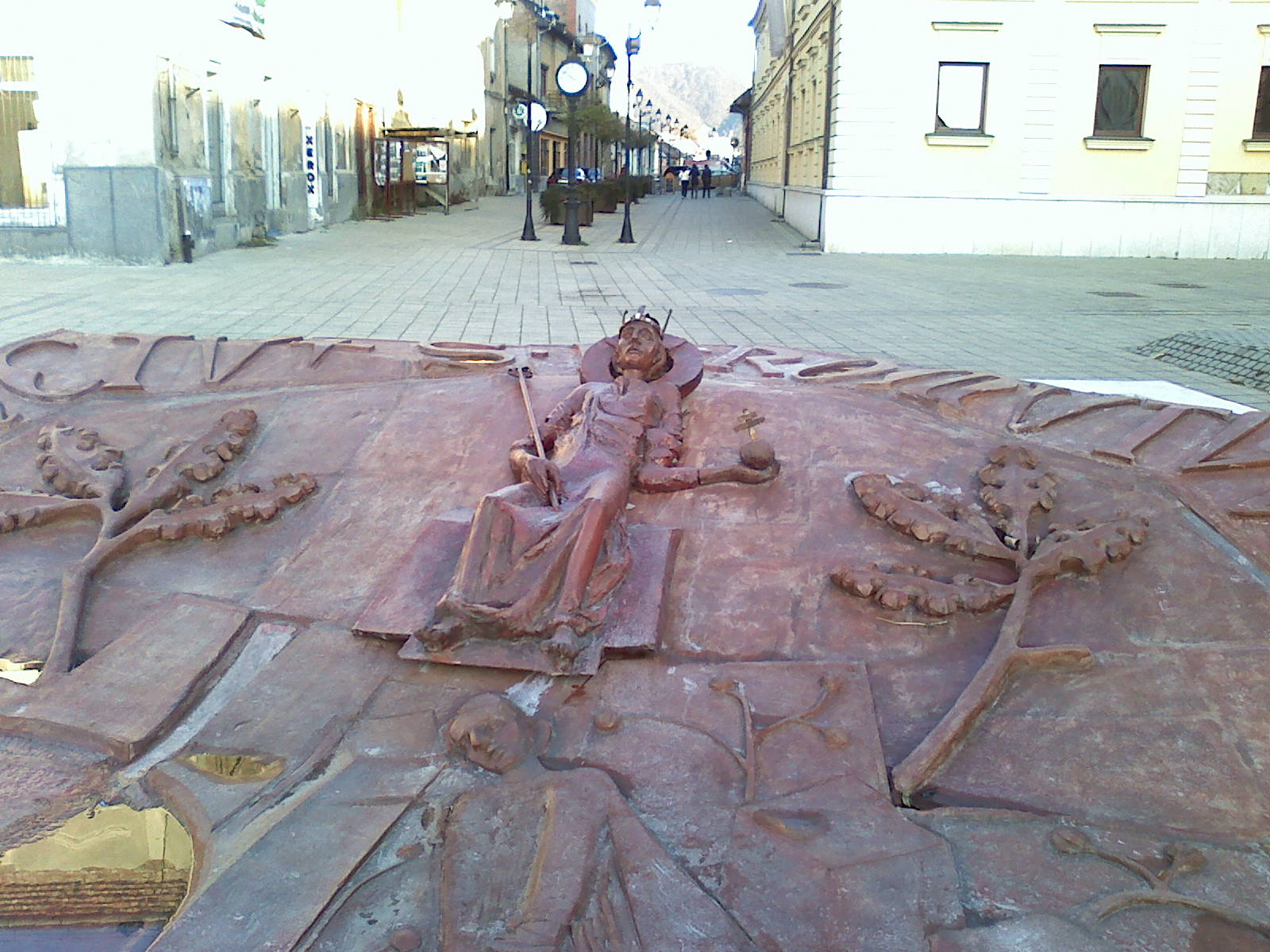
Monumentul Rivulus Dominarum, cu Sf. Rege Ștefan, ocrotitorul Băii Mari, realizat de Károly Kádár

Nici configurația orașului și nici numărul locuitorilor nu au suferit modificări majore până la mijlocul secolului al XX-lea. În anul 1948, Baia Mare devine reședință de județ, investițiile bugetare favorizând extinderea pe orizontală a localității (în prezent 23.000 ha) și o explozie demografică semnificativă (148.000 locuitori). 
Sistematizarea orașului determină apariția unui nou centru administrativ, a unui centru financiar-bancar, respectiv a unui centru comercial. Fosta Piață Centrală devine un nod de circulație rutieră cu un imens sens giratoriu, în mijlocul căruia trona un monument, numit „Obeliscul eliberării” (realizat în 1954, la comanda autorităților pro-sovietice). 
În Baia Mare municipalitatea a declanșat un amplu proiect de reabilitare a Centrului Vechi (Piața Libertății) în 1993, printr-un concurs de idei în urma căruia s-a selectat echipa care a întocmit planul urbanistic zonal pentru refacerea nucleului original al orașului care și-a trăit gloria timp de o jumătate de mileniu (1450-1950). Execuția lucrărilor a început în februarie 2003 (valoarea proiectului a fost de 4,3 milioane de euro) și s-a finalizat la sfârșitul anului 2004.
Zona cuprinde un complex arhitectural de patrimoniu declarat monument istoric și peste 20 de construcții medievale, realizate în stil gotic târziu. Parcelarea terenurilor din jurul pieței prezintă analogii cu configurația orașelor din Centrul Europei, din aceeași perioadă istorică (secolele al XIV-lea și al XV-lea). Loturile au axa perpendiculară pe latura pieței, cu case de locuit ocupând toată lățimea parcelei spre stradă. Accesul se realizează printr-un gang ce traversează clădirea etajată și ajunge în curtea interioară. 
Unul dintre imobilele cuprinse în proiectul „Centrul de Afaceri Millennium III” este fostul Han „Vulturul Negru” (construit înainte de 1790). În 1920 devine sediul primăriei, iar din 1950 până în 1999 clădirea e ocupată de Judecătorie și Oficiul de Carte Funciară. 
Una din cele mai „pretențioase” și cunoscute clădiri din oraș este Casa Lendvay, denumire consacrată definitiv în 1881, când s-a dezvelit o placă comemorativă referitoare la actorul Marton Lendvay. Imobilul de la nr. 14 datează din secolul al XV-lea și se presupune că a aparținut, la un moment dat, unui renumit argintar băimărean. La nr. 18 este Casa Elisabeta, construită de către Ioan de Hunedoara. Clădirile care adăpostesc Școala Populară de Artă și Restaurantul Medieval, datează din sec. al XVIII-lea. Tot atunci s-a ridicat imobilul de la nr. 6 din Piața Libertății, proprietate a Ordinului Călugărilor Minoriți.
Dar cea mai „spectaculoasă” parte a proiectului de reabilitare a vizat piața publică (M4 - Business Plaza), prin închiderea accesului autovehiculelor din direcția estică și realizarea unei zone pietonale. Piața a devenit astfel un spațiu expozițional, dominat de terasele restaurantelor și de o fântână arteziană - loc ideal pentru promenadă. 